# Coltricia salpincta
Coltricia salpincta är en svampart som först beskrevs av Mordecai Cubitt Cooke, och fick sitt nu gällande namn av Gordon Herriot Cunningham 1948. Coltricia salpincta ingår i släktet Coltricia och familjen Hymenochaetaceae.   Inga underarter finns listade i Catalogue of Life.